# Obnicki Ostrów
Obnicki Ostrów (niem. Krutbars) – podmokła i zabagniona wysepka na Obnicy znajdująca się przy ujściu tej rzeki do Regalicy. Zlokalizowana jest naprzeciwko Podjuch. Blisko ostrowa znajdują się wyspy: Stare Pło i Ustowskie Mokradła. 

## Literatura
T. Białecki, L. Turek-Kwiatkowska, Szczecin stary i nowy, Szczecin 1991, s. 352.